# Bible 21

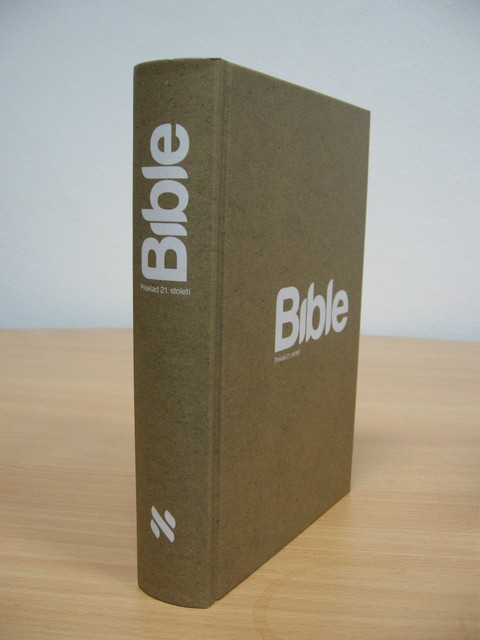
Bible 21

Die Bible 21 (eigentlich Bible, překlad 21. století, deutsch etwa Bibelübersetzung des 21. Jahrhunderts) ist eine moderne tschechische Bibelübersetzung.
Diese Übersetzung stellt erst die dritte vollständige tschechische Bibelübersetzung aus den Originalsprachen nach der Kralitzer Bibel (16. Jahrhundert) und der Český ekumenický překlad (1961–1979) dar.
Die 15-jährige Übersetzungsarbeit des siebenköpfigen Teams wurde von Alexandr Flek geleitet und im Jahr 2009 abgeschlossen. Die Erstauflage erschien zu Ostern und war innerhalb weniger Wochen ausverkauft. Bis Ende 2009 wurden über 80.000 Exemplare verkauft und damit war Bible 21 im Jahr 2009 das meistverkaufte Buch Tschechiens. Das Neue Testament war zuerst übersetzt und bereits 1999 separat veröffentlicht worden.
Die Bible 21 kann in Buchform gekauft, aber auch als Text oder Hörbuch (jeweils unter Creative-Commons-Lizenz) von der Projekt-Webseite heruntergeladen werden.